# Ucz Tape
Ucz Tape – wieś w Iranie, w ostanie Azerbejdżan Zachodni, w szahrestanie Bukan. W 2006 roku liczyła 1716 mieszkańców.